# Carlos Mérida
Carlos Estuardo Mérida (27 marzo 1978) è un ex giocatore di calcio a 5 guatemalteco.

## Carriera
Come massimo riconoscimento in carriera vanta la vittoria, con la nazionale guatemalteca, del CONCACAF Futsal Championship 2008, di cui Merida è stato uno degli assoluti protagonisti. In precedenza, ha partecipato al FIFA Futsal World Championship 2000, in cui la selezione centroamericana è stata eliminata nel girone del primo turno comprendente Brasile, Portogallo e Kazakistan. Nella Coppa del Mondo 2008 la sconfitta di misura contro l'Argentina ha precluso ai guatemaltechi di qualificarsi al secondo turno.